# Thư viện Đại học Công nghệ Gdańsk

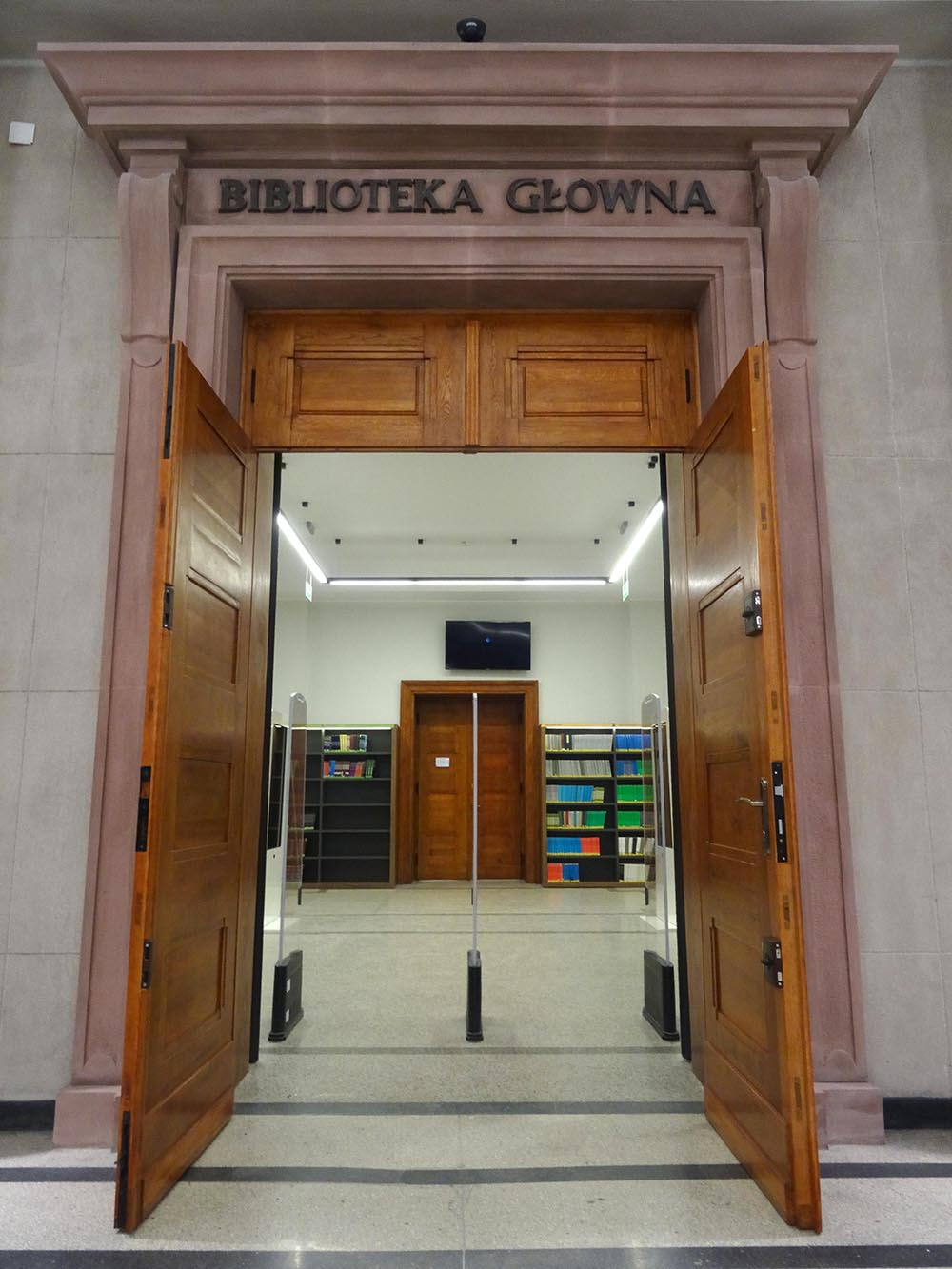
Lối vào Thư viện Đại học Công nghệ Gdańsk (2015)

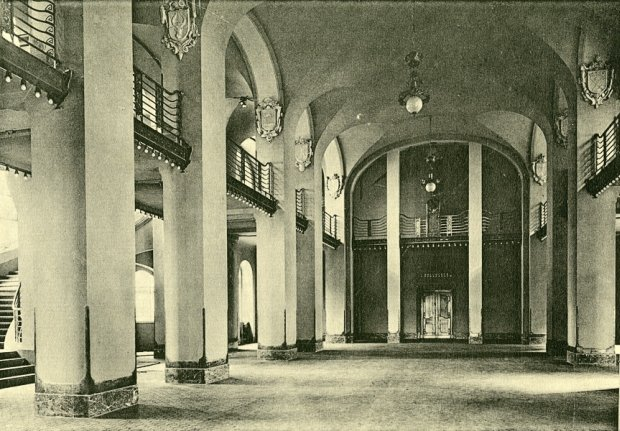
Lối vào Thư viện (1904)

Thư viện Đại học Công nghệ Gdańsk (tiếng Ba Lan: Biblioteka Politechniki Gdańskiej, viết tắt: BPG) là một thư viện khoa học kỹ thuật lớn nhất và lâu đời nhất ở miền Bắc Ba Lan, được thành lập vào năm 1945. Thư viện thu thập sách, tạp chí và ấn phẩm điện tử bao gồm đầy đủ các lĩnh vực, đại diện cho tất cả chín khoa của Đại học Công nghệ Gdańsk. Đó là các khoa:
- Khoa Kiến trúc
- Khoa Hóa học
- Khoa Điện tử Viễn thông và Tin học
- Khoa Điện và Kỹ thuật Điều khiển
- Khoa Vật lý Kỹ thuật và Toán Ứng dụng
- Khoa Kỹ thuật Xây dựng và Môi trường
- Khoa Cơ khí
- Khoa Kỹ thuật Đại dương và Công nghệ Tàu thủy
- Khoa Quản lý và Kinh tế

## Lịch sử
| Mốc lịch sử | Mốc lịch sử | Mô tả |
| ----------- | ----------- | --- |
| Năm 1904    | Năm 1904    | Một thư viện đi vào hoạt động cùng với ngày thành lập trường Đại học Bách khoa (tên gọi lúc bấy giờ).      |
| 1908 - 1909 | 1908 - 1909 | Thư viện sở hữu một bộ sưu tập khoảng 26.000 đơn vị (tập sách).                                            |
| Năm 1943    | Năm 1943    | Bộ sưu tập của Thư viện đạt khoảng 150.000 đơn vị.                                                         |
| Năm 1945    | Tháng 1     | Bằng một con tàu đến Kiel, chính quyền Đức lấy đi 500 rương sách và tài liệu lưu trữ quý giá của Thư viện. |
| Năm 1945    | Tháng 3     | Người Nga tiếp quản trường đại học và một vụ hỏa hoạn đã thiêu rụi phần lớn bộ sưu tập sách còn lại.       |
| Năm 1945    | Tháng 9     | Thư viện Đại học Công nghệ Gdańsk chính thức được thành lập.                                               |
| Năm 2000    | Năm 2000    | Một phần số lượng sách bị lấy đi vào năm 1945 được trả lại cho Thư viện và trường đại học.                 |
| Hiện nay    | Hiện nay    | Bộ sưu tập của Thư viện Đại học Công nghệ Gdańsk gồm hơn 1,2 triệu đơn vị.                                 |